# 历山古遗址
历山古遗址，位于山东省菏泽市鄄城县阎什镇历山庙村，是中华人民共和国山东省文物保护单位之一。
2006年12月7日，授予山东省文物保护单位，是一座古遗址。